# Cmentarz parafialny w Sędziejowicach
Cmentarz parafialny w Sędziejowicach - znajduje się w centrum miejscowości, przy skrzyżowaniu głównych dróg. Data jego powstania pozostaje nieznana. Na szczególną uwagę zasługują dwa pomniki upamiętniające poległych w czasie powstania styczniowego:
- upamiętniający 30 Kozaków carskich, powstały w latach 60. XIX wieku według projektu Szelermana w zakładzie warszawskiego kamieniarza Sikorskiego
- współczesny pomnik kryjący szczątki polskich ofiar insurekcji[1]

Obiekt wpisany do gminnej ewidencji zabytków gminy Sędziejowice.